# Великая Калинка
Великая Калинка (укр. Велика Калинка) — село в Городокской городской общине Львовского района Львовской области Украины.
Население по переписи 2001 года составляло 235 человек. Занимает площадь 0,363 км². Почтовый индекс — 81550. Телефонный код — 3231.